# Palicour de Cayenne
Myrmornis torquata
Genre
Espèce
Statut de conservation UICN

 LC  : Préoccupation mineure
Le Palicour de Cayenne (Myrmornis torquata) est une espèce de passereaux appartenant à la famille des Thamnophilidae. Il est la seule espèce du genre Myrmornis.

## Répartition
Il vit au Brésil, Colombie, Équateur, Guyane française, Guyana, Nicaragua, Panama, Pérou, Suriname et Venezuela.

## Habitat
Son cadre naturel de vie est la forêt tropicale ou subtropicale humide de plaine.